# Steesow
Steesow este o comună din landul Mecklenburg-Pomerania Inferioară, Germania.